# Apiashal
Apiashal fue un antiguo rey de Asiria (hacia 2205 a. C. - 2192 a. C.) según la lista de reyes en las Crónicas de Mesopotamia, donde aparece como el decimoséptimo entre los "diecisiete reyes que vivían en tiendas" y el primero entre los reyes "de los que el padre era conocido". Fue el sucesor de su padre Ushpia (hacia 2218 aC - 2205 aC) y le habría sucedido su hijo Khale (hacia 2192 a. C. - 2179 a. C.).
Apiashal también aparece listado en la sección de los diez reyes cuyos padres eran conocidos, sección escrita en orden inverso empezando por Aminu (hacia 2088 a. C. - 2075 a. C.) y terminando con Apiashal. Estos reyes habrían sido anteriores a Shamshiadad I (hacia 1754 a. C. - 1721 a. C.) que habría conquistado Assur. La lista pretendería dar legitimado al gobierno de Sansón-Adad I y sus dudosos antecedentes no asirios, incorporando a sus ancestros en la genealogía asiria; esta interpretación ha sido rechazada por varios eruditos, en la Cambridge Ancient History, interpretando la lista de reyes con padres conocidos como la de los ancestros de Sulili (verso 2075 a. C. - 2062 a. C.). No hay datos de los eventos de su reinado.
| Predecesor: Ushpia | Rey de Asiria fl. c. 2205 a. C. — fl. c. 2192 a. C. | Sucesor: Khale |